# Ine Van Wymersch
Ine Van Wymersch (Brussel, 1980) is een Belgische juriste, magistrate en auteur. Sinds 2023 is ze nationaal drugscommissaris.

## Levensloop
Ine Van Wymersch behaalde in 2003 haar licentiaat in de rechten aan de KU Leuven. Van 2003 tot 2006 deed ze haar advocatenstage bij de balie van Brussel. In het jaar 2008-2009 nam ze deel aan het vergelijkend toelatingsexamen tot de gerechtelijke stage, waarna ze van 2009 tot 2011 stage liep op het parket van Brussel. Terwijl was ze van 2006 tot 2009 ook juridisch adviseur bij de lokale politie van Brussel. Bij het Openbaar Ministerie van Brussel startte ze in 2011 als jeugdmagistraat en was daar ook voor acht jaar woordvoerster. In 2016 werd ze woordvoerster voor de slachtoffers van de aanslagen in Brussel.
In april 2019 volgde ze Thierry Freyne op als procureur des Konings van het Openbaar Ministerie van Halle-Vilvoorde in het gerechtelijk arrondissement Brussel. Zo werd ze de jongste procureur van België.
In februari 2023 werd Van Wymersch nationaal drugscommissaris, een functie die in het leven geroepen werd om het beleid rond drugscriminaliteit te coördineren.
Van Wymersch is de dochter van Guido Van Wymersch, ex-korpschef van politiezone Brussel HOOFDSTAD Elsene. Zelf heeft ze vier kinderen, onder wie een tweeling.

## Politiek
Bij de gemeenteraadsverkiezingen van 2006 stond ze in Overijse op de lijst van OV2002 (Overijse 2002) op de 27ste plaats. Ze kreeg 384 voorkeursstemmen en werd net niet verkozen.

## Eretekens, onderscheidingen en prijzen
- Prijs voor beste Nederlandstalige woordvoerder (2016), geschonken door communicatievereniging KORTOM en de Vlaamse Vereniging van Journalisten.[5][1]
- VRG-alumniprijs (2021)[17]

## Publicaties
- Als je wieg op drijfzand staat (2020)